# 경순왕
경순왕(敬順王, 897년 ~ 978년 음력 4월 4일/양력 978년 5월 18일(율리우스력 5월 13일))은 신라의 제56대이자 신라의 마지막 군주이다. 재위 기간은 927년 음력 11월 ~ 935년 음력 12월 12일이다.
성은 김(金)이고 이름은 부(傅)이며 시호는 경순(敬順)이다. 일명 김부대왕(金傅大王)이라고도 한다.
출생 연도에 대해서 《삼국사기》등 역사서에는 기록되어 있지 않지만, 일부 경주 김씨 족보에 897년에 태어났다고 한다. 경순왕은 영특한 기상을 지닌 외모에 하늘을 업신여길 만한 재주를 지녔다고 한다.
문성왕의 후손으로, 할아버지는 의흥대왕에 추존된 김인경(또는 김실홍, 또는 김관유)이며, 아버지는 신흥대왕에 추존된 김효종이고, 어머니는 계아태후에 추존된 헌강왕의 딸 김씨이다.
왕비는 죽방부인으로 슬하에 두 아들을 두었는데, 첫째 아들은 속칭 마의태자이고, 막내 아들은 김덕지이다. 이들 왕자들은 경순왕이 나라를 고려에 양국하는 것에 반대하여 개골산(현재의 금강산)으로 들어갔다고 한다.
신라는 경명왕 때부터 고려에 의지해 후백제를 견제하는 정책을 펼쳐왔는데, 경애왕도 형 경명왕의 친고려 정책을 이어받아 927년 정월 고려 태조가 후백제를 공격하자 군사를 출동시켜 고려를 도왔다.
927년 11월 후백제 견훤이 신라의 수도 금성을 급습하여 포석정에서 연회를 베풀며 놀고 있던 경애왕을 사로잡아 자살하게 하고, 경애왕의 이종사촌 동생인 김부를 왕위에 세우니 그가 경순왕이다. 경순왕은 재위 8년 동안 나라의 힘이 완전히 약해지고, 국토가 날로 줄어들어 나라를 제대로 이끌 형편이 되지 않았다.
935년 10월 경순왕은 군신회의를 소집하여 나라를 고려에 양국하는 것을 논의하는데, 찬성과 반대가 분분하여 끝이 없었다. 이에 경순왕은 935년 11월 시랑 김봉휴를 시켜 항복을 청하는 국서를 고려 왕건에게 바치니 천년(기원전 57년 ~ 935년)의 신라는 멸망했다.
935년 11월 경순왕은 문무백관과 함께 금성을 떠나 송악(지금의 개성)으로 향했는데, 향차와 보마의 행렬이 30여리에 이어졌다.
경순왕이 송악에 도착하자 태조 왕건이 그를 맞아 들여 유화궁에 머무르게 하고, 큰 딸인 안정숙의공주(일명 낙랑공주) 혼인시켜 사위로 삼고 신란궁을 지어주었다. 또 아홉째 딸인 ‘공주 왕씨’와도 혼인시켰다. 이후 경순왕은 딸 헌숙왕후 김씨를 두었다.
경순왕은 고려 조정으로부터 정승 상주국 낙랑왕에 봉해졌는데, 그 품위가 태자보다 높았다. 신라를 경주로 개칭하고 식읍으로 하사 받았으며, 금성의 사심관에 임명되어 고려시대 사심관 제도의 시초가 되었다.
978년(경종 3) 음력 4월 4일에 죽었다. 고려 조정으로부터 경순이라 시호를 받았다. 능은 신라 왕릉 중에 유일하게 경주가 아닌 경기도 장단에 있다. 오늘날 경기도 연천군 백학면에 위치하고 있으며, 연천 경순왕릉은 사적 제244호로 지정되었다.

## 생애
경순왕은 927년 11월 신라 제56대 마지막 왕으로 즉위하여 8년간 재임하다 후삼국의 혼란을 수습하지 못하고 935년 11월에 나라를 고려에 바쳐 항복하였다.
아버지는 신흥대왕에 추봉된 효종이며, 어머니는 헌강왕의 딸인 계아태후이다. 선계는 신라 문성대왕 → 상대등 김안 → 각간 김민공 → 의흥대왕 서발한 김인경(일명 김실홍) → 신흥대왕 대아찬 김효종 → 경순왕으로부터 이어진다.
927년 11월 후백제의 견훤은 신라의 수도인 금성을 기습하여 포석정에서 술잔치를 즐기고 있던 경애왕을 사로잡아 자결하게 하고, 왕비를 강제로 욕보였다. 그리고 경애왕의 외사촌 동생인 김부(金傅)를 왕으로 세우니 그가 바로 신라 제56대 왕인 경순왕이다.

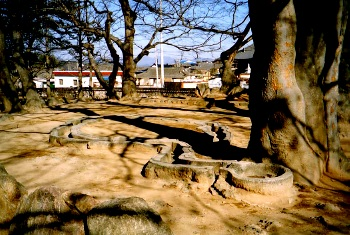
포석정

경순왕은 경애왕이 갑작스럽게 죽게 되어 왕위에 올랐다. 즉위 초 아버지 대아찬 김효종을 신흥왕에, 할아버지 각간 김인경을 의흥왕에 각각 추봉하였다.
경순왕은 재위 시 영토가 상실되고 국력이 쇠퇴하여 여러 차례에 걸친 후백제의 침공과 약탈로 국가를 어 이상 유지하기가 불가능하다는 사실을 인식하고 난폭한 견훤보다 오히려 왕건 쪽으로 기울고 있었다.
930년 이후 신라의 선필 장군이 고려에 항복하였다. 고려 태조가 경북 고창(경북 안동) 병산에서 후백제와 싸워 크게 승리하자, 경순왕은 고려와 친하게 지내는 정책을 더 강화했다. 후백제의 영안, 하곡, 직명, 송생 등 운주 경내의 30여 군현이 차례로 고려에 항복하였다.
931년 2월 경순왕이 태수 겸용을 보내 고려 태조에게 만날 것을 재차 요청하자 고려 태조가 기병 50여 명을 거느리고 서라벌(경주)을 방문했다. 경순왕은 백관들과 함께 교외에 나아가 영접하여 극진한 예우를 하고 연회를 베풀었다.
경순왕은 술기운이 오르자 고려 태조의 손을 붙잡고 견훤 때문에 살 수가 없음을 하소연하며 눈물을 흘리며 울었다. 고려 태조는 수 십일을 머물면서 휘하의 군사들에게 엄숙하고 공정하여 털끝만큼도 규율을 범하지 못하게 하였다.
5월에는 고려 태조가 경순왕과 태후 죽방부인을 비롯한 상국 김유렴 등의 신하에게 물품을 지급했다.
고려 태조가 돌아갈 때 경순왕은 혈성까지 나가서 배웅하고, 사촌 동생인 김유렴을 인질로 삼아 따라 보냈다. 도성의 남녀들이 감격하여 흐느끼면서 “옛날 견훤이 왔을 때에는 호랑이나 이리를 만난 것 같았는데, 이번 왕건이 왔을 때에는 마치 부모를 만난 것 같다.”고 기뻐했다.
가을 8월에 고려 태조가 사신을 보내 임금에게 비단과 안장을 갖춘 말을 보내주고, 아울러 여러 관료와 장병들에게도 차등을 두어 선물을 주었다.
930년 정월 고려는 고창(古昌, 지금의 경북 안동) 전투에서 후백제에 큰 승리를 거두고, 934년에는 후백제가 지배하던 웅진(지금의 충남 공주) 이북 운주(지금의 충남 홍성)의 30개 군현이 고려로 투항했다.
935년 음력 6월 견훤이 아들 신검에 의해 전북 금산사에 갇혔다가 고려로 도망쳐 투항하는 사건도 벌어졌다. 왕건은 견훤을 받아들여 상보라 높여 부르고, 양주(지금의 경기도 양주)를 식읍으로 주며 남궁에 머무르게 했다.
이와 같이 사방의 영토는 다른 나라의 것이 되고 나라 형세는 고립되고 약해져서, 더 이상 스스로의 힘으로 버틸 수 없었다. 고려의 세력은 점차 커지고, 민심도 신흥 국가인 고려로 기울어지고 있었다.

### 고려 귀순 및 멸망
935년 음력 10월 경순왕은 군신회의를 소집하여 고려로 투항할 것을 논의하였다. 여러 신하들이 논의하기를 옳다는 사람도 있고, 옳지 않다고 주장 하는 사람도 있었다.
왕자가 나서서 말하기를 “나라의 존속과 멸망은 반드시 하늘의 운명에 달려 있으니, 다만 충신 의사들과 함께 민심을 합하여 스스로 굳건히 힘을 다한 뒤에 망할지언정, 어찌 1천 년의 사직을 하루아침에 가벼이 남에게 줄 수 있겠습니까?”라고 하였다.
이에 경순왕은 “고립되고 위태로움이 이와 같아서 나라를 보전할 수 없다. 이미 강하지도 못하고 또 약하지도 않아 무고한 백성들의 간과 뇌가 길에 떨어지게 하는 것은 내가 차마 할 수 없는 일이다.”라 말하고, 시랑 김봉휴에게 편지를 가지고 가서 고려 태조에게 항복을 청하니, 고려 태조 왕건은 태상 왕철 등을 보내 영접하게 했다. 그리하여 신라의 천년(기원전 57년 ~ 935년)은 멸망했다.
양국에 반대하는 왕자는 통곡을 하면서 왕에게 하직 인사를 하고 곧장 개골산(현재의 금강산)에 들어갔다.
이후 태자는 바위에 의지해 집을 삼고 삼베옷을 입고 풀뿌리를 캐어 먹다가 일생을 마쳤다고 하며 후대에 마의태자, 라 불리우며, 막내 왕자덕지는 화엄종에 귀의하여 중이 되었는데 승명을 범공이라 하고 법수사와 해인사에 드나들었다고 한다.

### 고려 귀순 후
935년 11월 경순왕이 문무백관을 거느리고 서라벌을 출발하여 고려 송악(지금의 개성)으로 향하자 화려하게 장식한 수레가 30리 넘게 이어져 사람들과 도로가 꽉 메이었으며 구경꾼들이 담장을 두른 듯했다.
경순왕이 왕철 등의 안내를 받아 송악에 도착하자 고려 태조가 교외에 나와 영접하며 위로하고, 궁궐 동쪽 유화궁에 머물도록 했다.
고려 태조가 경순왕에게 말하기를 “지금 왕께서 과인에게 나라를 주었으니 그것은 매우 큰 은혜입니다. 원컨대 종실과 혼인하여, 장인과 사위의 좋은 관계를 영원히 하고자 합니다.”라 하며, 고려 태조가 정전에 문무 백관을 모아놓고 예를 갖추어 큰딸 안정숙의공주(일명 낙랑공주)를 시집보내고 왕을 사위로 삼았다. 이후 아홉째 딸인 ‘공주’도 경순왕에게 시집보냈다.
935년 12월 그를 관광순화위국공신 상주국 낙랑왕 정승공으로 삼아 봉하고, 해마다 녹봉으로 1천섬을 주고, 같이 따라온 관원과 장수들도 모두 다 관직을 주어 등용시켰다. 신라를 경주로 고치고 식읍으로 삼도록 하고 경주의 사심관에 임명하였다. 고려시대 사심관 제도의 시초가 되었다.
937년 (태조 20) 5월 경순왕이 진평왕이 차던 허리띠로 알려진 성제대를 왕건에게 바쳤다.
경순왕도 고려 태조에게 백부 잡간 김억렴의 딸을 권하여 고려 태조가 후비로 맞이하였는데, 그녀가 제5왕후인 신성왕후 김씨이다. 슬하에 아들은 고려 안종으로 추존된 왕욱(王郁)으로 그는 고려 제8대 왕 고려 현종의 아버지이다.
975년 10월 경순왕은 슬하의 첫째 딸을 고려 태조의 손자인 고려 제5대 왕인 경종에게 출가시켰는데, 그녀가 현숙왕후 김씨이다.
이 일로 고려 경종은 경순왕을 특별히 배려하여 위계를 태자의 위인 상보령으로 삼고 식읍과 녹봉을 더해 주었다. 그는 고려 태조부터 고려 혜종·정종·광종·경종대까지 5대에 걸쳐 살았으며, 태조 왕건이 죽은 후에도 왕 다음으로 높은 존재로 인식되고 그 영향력이 컸다.
경순왕의 자손들은 번창하였는데, 그중 제8대 고려 현종은 신라의 외손으로 왕위에 오르게 되었고 그를 계승한 자들이 모두 그의 자손들이 계속 왕위를 이어 받았다. 따라서 제7대 고려 목종 이후 즉위한 왕들은 모두 신라 왕실의 혈통을 이어 받았다.

### 사망
978년(고려 경종 3) 무인년 4월 4일에 붕어하였다. 시호를 경순(또는 효애라고도 한다.)이라 하였다. 원래 경순왕의 시신은 다른 신라의 왕릉이 있는 경주로 운구하려 하였으나, 고려 왕실에서 왕의 영구는 도성 밖 100리를 넘을 수 없다고 반대하여 임진강을 건너지 못하고 현재의 경기도 장단군 장단면(현 연천군 장남면) 남쪽 고랑포 8리 계좌 언덕에 안장하였다.

## 가족 관계
경순왕 가계에 대해 《삼국사기》· 《삼국유사》· 《고려사》· 《동국여지승람》등에 나와 있으며, 왕후 죽방부인과의 사이에 두 왕자를 두었는데, 이들 왕자의 이름은 전하지 않으며, 단지 태자, 계자라고만 적혀있다. 계자는 범공(梵空)이라는 승명이 전한다.
- 5대조 : 문성왕
- 고조부 : 상대등 김안
- 증조부 : 각간 김민공
- 조부 : 의흥대왕 김인경[28](일명 김실홍,[29] 또는 김관유[30])
- 부왕 : 신흥대왕 김효종
- 모후 : 계아태후 - 헌강왕의 딸
  - 왕후 : 죽방부인[31]
    - 태자 : 마의태자[32]
    - 왕자 : 김덕지[33]

  - 제1 후배 : 낙랑공주 왕씨[34]
    - 1녀 : 고려 경종에게 출가 - 헌숙왕후 김씨[35]

  - 제2 후배 : 공주 왕씨[36]

## 자녀 등장(추정)
1784년 개성 어느 산기슭에서 우연히 발견된 경순왕 4자라는 《김은열 묘지명》에 형은 '일, 굉, 명이요, 동생은 중석, 건, 선, 종'이라 한다. 특히 2자 '김굉'과 4자 '김은열'은 고려 태조의 외손인 낙랑공주 왕씨 소생으로, 평장사를 역임하고 공이 있는 신하여서 특별히 장지를 성북 십리 밖 오룡산 남쪽 삼십리 주변을 하사해 주었다고 한다.
이듬해 1785년 후손이라 자처하는 경주 김씨 김사목이 족보를 수보하면서 2자 '김굉'을 '김황'으로, 3자 '김명'을 '김명종'으로 개명하고, 제4자 '김은열'의 시호를 작호하는 등 가필을 심하게 하였다. 이후 일부 경주 김씨 족보류에 이들 8자들의 이름이 등재되기 시작하였다. 그러나 《김은열 묘지명》을 찬한 사람도 없고 배위 및 생애 등도 누락되어 있으며 단지 형제 서차만 기술되어 있을 뿐 완전하지 않다는 것이다.
- 1남 : 김일[37]
- 2남 : 김굉-개명 김황[38]
- 3남 : 김명-개명 김명종[39]
- 4남 : 김은열[40]
- 5남 : 김중석-개명 김석[41]
- 6남 : 김건[42]
- 7남 : 김선[43]
- 8남 : 김종-개명 김추[44]

## 묘 실전 및 발견
경순왕의 묘는 실전되었다가, 1727년(영조 3) 안동인 김굉이 『경순대왕장지』] 라는 6자가 각자된 지석을 발견하고, 1746년(영조 23) 10월 14일 동지 김응호가 경기도 장단에서 경순왕 『지석』 및 『신도비』가 나왔음을 알리는 상소를 올렸다. 그 후속 조치로 1747년 4월 20일 김성운 강원·충청감사), 김응호 (첨정) 등으로 하여금 능묘를 봉축하고 묘비를 다시 세우게 하고, 장단부사 심봉징으로 하여금 치제하게 하였다.
그로부터 장단부에서는 매년 3월 1일과 10월 1일에 춘추 향사를 올리고, 관군으로 하여금 수호하도록 하였다. 이렇게 하여 현재의 경순왕릉 모습이 유지 보존되었다. 경북 경주 황남동의 숭혜전, 하동 청암면의 경천묘 등에 제향 되었다.
또 1748년(영조 24) 경순왕릉 인근 경기도 연천군 장단면 고랑 마을 민가에서 경주 김씨 김빈과 김굉 등이 『경순왕릉 신도비』도 발견하였는데, 비석의 재질은 화강석을 깎아 만든 것으로 가운데 차돌이 드러나 있다. 비문은 자연 풍화 등으로 심하게 마멸되어 전혀 판독이 불가능한 상태이며, 비신 중간과 하단의 일부분에서 10자 "경순왕(敬順王), 김(金), 시월여친지국(十月輿櫬至國)" 정도만 남아 있다. 비석의 크기는 높이가 132㎝, 폭이 67㎝, 두께가 15-18㎝이다.
이 비는 6·25 전까지 고랑포리 시가지에 있었으나 수복 전후 도로변에 방치되어 오던 것을 1973년 원당리 고랑포초등학교로 이전하였다가, 1986년 경순왕릉 정화사업에 따라 현 위치로 옮겨지고 비각 및 재실을 새로 건립하였다.

## 영정

경순왕 영정 (1794년, 이명기작)

경순왕의 어진을 처음 제작한 것은 통일 신라가 멸망한 직후인 고려 초였다. 경순왕을 추모하기 위해 그린 이 어진은 강원 원주시 고자암에 봉안해 놓았다.
그 후 원본은 사라졌지만 조선시대에 이모한 작품 5점이 전하고 있다. 5점은 1677년(숙종 2년) 강원 원주의 고자암에서 제작한 것, 1749년 경북 영천 은해사 상용암에서 그린 것, 1794년 초상화가 이명기가 은해사본을 보고 다시 그린 것, 1904년(광무 8년) 승려 출신 대한제국의 화가 이진춘이 이명기 본을 보고 다시 그린 것과, 이진춘 본의 초본 등이다.
이들 어진 5점은 경순왕 사당인 경북 경주시 숭혜전 창고에 방치돼 오다 2007년 그 존재가 처음 확인됐다. 이후 국립경주박물관으로 옮겨 위탁 보관해 왔지만 그 전모는 알려지지 않았다.
대한제국 시절 그려져 경상남도 하동군 청암면 평촌리 산 107-1 경천묘에 봉안중인 '경순왕 어진'은 2008년 경남도 유형문화재 제474호로 지정되었다.

## 경순왕이 등장하는 작품

### TV 드라마
- 《태조 왕건》(KBS, 2000년~2002년, 배우:신귀식)
- 《제국의 아침》(KBS, 2002년~2003년, 배우:이도련)

## 같이 보기
- 김효종
- 죽방부인
- 마의태자
- 김덕지
- 안정숙의공주
- 고려
- 태조 (918년 - 943년)
- 후백제
- 견훤